# De hippe heksen
De hippe heksen is het honderdvijfenvijftigste stripverhaal uit de reeks van Suske en Wiske. Het is geschreven en getekend door Paul Geerts. Het werd gepubliceerd in De Standaard en Het Nieuwsblad van 14 februari 1983 tot en met 25 juni 1983. De eerste albumuitgave in de Vierkleurenreeks was in september 1983, met nummer 195.

## Personages
- Suske, Wiske, tante Sidonia, Lambik, Jerom, lord Simpelton (gouverneur), raadsheer Powersik (heksenjager), duivel, heksen

## Locaties
- Eiland Kwakkernack met een maantempel, gelegen ergens in de Noordzee

## Het verhaal
Suske, Wiske, Lambik en tante Sidonia zijn aan boord van een jacht op de Noordzee. Als tante Sidonia een ton in zee vindt, vliegt deze met haar weg. Een sprekende meeuw vertelt dat het de langste nacht is, en dat de sluier van het verleden aanwezig is. Suske en Wiske vinden de met olie besmeurde meeuw, en gaan later ook de sluier in.
Tante Sidonia is op de ton in de 17e eeuw beland bij een maantempel en als ze met een zaklantaarn schijnt wordt ze aangezien voor de leidster van de heksen. Ze wordt naar een huis gebracht en daar redden Suske, Wiske en Lambik de heksen van de heksenjagers. De heks vertelt dat raadsheer Powersik, de leider van de heksenjagers, met een leger het vasteland wil veroveren.
De vrienden betrekken een klein boerderijtje en Lambik wordt leider van de bouwwerf om de tempel af te bouwen. Suske en Wiske worden als barbiers naar het kasteel van gouverneur Simpelton gestuurd om te spioneren en een haar of teennagel te bemachtigen. Tante Sidonia leert toveren van de heksen, en ze helpen Suske en Wiske met toverkracht ontsnappen.
Maar de heksen worden toch gevangengenomen en met een zware steen aan de benen in een meer geduwd. Als ze boven komen drijven zijn het heksen en als ze verdrinken niet. Als de vrouwen niet boven komen, mogen hun bezittingen niet worden afgepakt door Powersik. Suske haalt tante uit het water, en samen met Lambik redt hij ook de andere heksen.
Nu Powersik de bezittingen van de vrouwen niet kan afpakken, stelt hij voor de belastingen te verhogen. Maar met een beeldje zorgen de heksen ervoor dat lord Simpelton een goed hart krijgt, en hij wil de belastingen verlagen. Als hij de wachters opdracht geeft Powersik te arresteren, wordt hij zelf door hen meegenomen. Suske en Wiske vinden hem en hij vertelt dat Powersik de heksenjacht zal vervolgen.
Suske en Wiske gaan naar de paarden in de kraal en achtervolgen Powersik. Die verkoopt zijn ziel aan de duivel en Suske en Wiske gaan naar de maantempel. De megalieten worden opgezet. Als de tempel af is zullen alle mensen in vrede leven. Maar Powersik en de duivel komen daar en vernielen de tempel. Tante Sidonia tovert Jerom (met vleugels) ook naar het eiland en hij verslaat de heksenjagers.
Op de langste dag ziet Sidonia opnieuw een ton en de vrienden vliegen ermee terug naar het heden. De vrienden denken dat ze gedroomd hebben, maar dan vallen er veertjes uit het hemd van Jerom. De tempel is niet af, er waren niet genoeg megalieten, dus de vrede tussen alle mensen zal nog even op zich laten wachten.

## Achtergronden bij het verhaal
- De langste dag en nacht zijn belangrijke data (zie Zonnewende en Equinox), de baan van de zon en de maan (en andere hemellichamen) werd in tempels gevolgd en vastgelegd. De tempel kan beschouwd worden als kalender of klok (zie ook het Observatorium van Robert Morris).
- In dit album gaat het om een maantempel, in het verhaal Het witte wief komt een zonnetempel (in Ede) voor.
- de langste nacht = kortste dag: rond 22 december (winterwende).
- de langste dag: rond 21 juni (zomerwende).

## Achtergronden bij de uitgaven
Dit is het laatste album waarvoor Eduard de Rop de inkting verzorgde. Hij deed dit samen met Eugeen Goossens.